# ローンチタイトル
ローンチタイトル（Launch Title）とは、新しくゲーム機を発売する際、同時に発売されるゲームソフトのこと。ローンチソフト（Launch Soft）、同発タイトル・ソフトともいう。発音から「ローンチ」という表記が一般的だが、「ロンチ」「ラウンチ」とも表記される。

## 概要
ゲーム機はゲームソフトなしでは成り立たないため、新型ゲーム機の発売時は良質なゲームソフトの多寡がゲーム機の売り上げを大きく左右する。また発売当初の勢いは非常に重要で、マスコミなど社会的にも注目される。新型ゲーム機の発売初期で売り上げにつまづくと、「ゲーム機の出荷台数が少ない→ゲームパブリッシャーが消極的になる→タイトルが揃わず、ゲーム機の出荷が伸びない」という売り上げ悪化の悪循環となりやすい。そのためゲーム機メーカーは人気シリーズの続編などをローンチタイトルのラインナップとして注力し、場合によってはゲーム機の発売を前後させる時もある（『スーパーマリオワールド』や『スーパーマリオ64』などの事例が有名）。また顧客も、ローンチタイトルのラインナップと内容に大きく注目し、早期のゲーム機購入の判断材料とする。
また、新たなブランド構築としての意義がある。つまり、新型ゲーム機の登場による関心度の高さと、同時発売される他ゲームソフトが少ないなどで注目度は高いため、良いゲームソフトであればユーザーの心証に深く根付く。その結果シリーズ化されることがあるため、戦略的な投資としてゲームソフトが出される面もある。

## 開発の問題
ゲーム機が発売される前のため、開発機材の数やライブラリなどの周辺ソフトウェアの整備状況が十分ではないことがある。そのため、ローンチソフトに関われるメーカーは決して多くはない。ローンチタイトルを作成するのはゲーム機メーカー自身による開発か、大手ゲームソフトメーカーや、ゲーム機メーカーの前世代ゲーム機においてゲームソフトの投入実績のあるメーカーが多い。またゲームソフトメーカーとしても、早期に開発機材を入手するためにゲーム機メーカーと信用関係を築いていなければ難しい。

## 麻雀、将棋の扱い
ローンチタイトルには、必ずと言ってよいほど麻雀や将棋を取り扱ったソフトが多く、特にここ10年では麻雀が含まれている。これらのゲームソフトはそれほど注目されることも無く、売り上げに直結するゲームソフトとは言いがたい。しかし、同じ題材を取り扱うことにより単純にグラフィックやコンピューターの思考能力を比較するのに有用なジャンルであると見る向きがあり、いわばこれらのゲームソフトは新型ゲーム機のマシンパワーを比べるための試金石ともいえる。

## タイトル数と主なタイトル
ファミリーコンピュータ以降の主なゲーム機におけるローンチタイトル数と、主なローンチタイトルを下記に記する。
- ローンチタイトル及び発売日は、日本国内販売のものとする。
- 未発売のゲーム機（未来の事象）は取り扱わない。
- ソニー・コンピュータエンタテインメントおよびソニー・インタラクティブエンタテインメントは、「ソニー」と表記する。
- 複数タイトル発売の場合は下記順で挙げ、シリーズ1作目は控える。
  - 「マリオシリーズ」や「リッジレーサーシリーズ」などローンチタイトル常連の人気シリーズや、そのスピンオフされたもの。
  - アーケードゲーム等多機種で人気を博したもの。
  - ゲーム機メーカーが発売したもの。

| ゲーム機名                  | ゲーム機名                              | 発売日         | タイトル数                             | 主なローンチタイトル                                                               |
| --------------------------- | --------------------------------------- | -------------- | -------------------------------------- | ---------------------------------------------------------------------------------- |
| ファミリーコンピュータ      | ファミリーコンピュータ                  | 1983年7月15日  | 3                                      | ドンキーコング（任天堂）                                                           |
|                             | ファミリーコンピュータ ディスクシステム | 1986年2月21日  | 7                                      | ゼルダの伝説（任天堂）                                                             |
| PCエンジン                  | PCエンジン                              | 1987年10月30日 | 2                                      | ビックリマンワールド（ハドソン）                                                   |
|                             | CD-ROM2                                 | 1988年12月4日  | 2                                      | ファイティング・ストリート（ハドソン）                                             |
| SUPER CD-ROM2               | 1991年12月13日                          | 1              | SUPER CD-ROM2 体験ソフト集（ハドソン） |                                                                                    |
| メガドライブ                | メガドライブ                            | 1988年10月29日 | 2                                      | スペースハリアーII（セガ）                                                         |
|                             | メガCD                                  | 1991年12月12日 | 2                                      | ソル・フィース（ウルフ・チーム）                                                   |
| ゲームボーイ                | ゲームボーイ                            | 1989年4月21日  | 4                                      | スーパーマリオランド（任天堂）                                                     |
|                             | ゲームボーイカラー                      | 1998年10月21日 | 3                                      | ワリオランド2 盗まれた財宝（任天堂）                                               |
| ネオジオ                    | ネオジオ                                | 1990年4月26日  | 4                                      | NAM-1975（SNK）                                                                    |
| ゲームギア                  | ゲームギア                              | 1990年10月6日  | 3                                      | コラムス（セガ）                                                                   |
| スーパーファミコン          | スーパーファミコン                      | 1990年11月21日 | 2                                      | スーパーマリオワールド（任天堂）                                                   |
| 3DO                         | 3DO                                     | 1994年3月20日  | 6                                      | ウルトラマンパワード（バンダイ）                                                   |
| セガサターン                | セガサターン                            | 1994年11月22日 | 5                                      | バーチャファイター（セガ）                                                         |
| PlayStation                 | PlayStation                             | 1994年12月3日  | 8                                      | リッジレーサー（ナムコ）                                                           |
| NINTENDO 64                 | NINTENDO 64                             | 1996年6月23日  | 3                                      | スーパーマリオ64（任天堂）                                                         |
| ドリームキャスト            | ドリームキャスト                        | 1998年11月27日 | 4                                      | バーチャファイター3tb（セガ）                                                      |
| ワンダースワン              | ワンダースワン                          | 1999年3月4日   | 4                                      | GUNPEY（バンダイ）                                                                 |
| PlayStation 2               | PlayStation 2                           | 2000年3月4日   | 10                                     | リッジレーサーV（ナムコ）                                                          |
| ゲームボーイアドバンス      | ゲームボーイアドバンス                  | 2001年3月21日  | 30                                     | スーパーマリオアドバンス（任天堂）                                                 |
| ニンテンドー ゲームキューブ | ニンテンドー ゲームキューブ             | 2001年9月14日  | 3                                      | ルイージマンション（任天堂）                                                       |
| Xbox                        | Xbox                                    | 2002年2月22日  | 12                                     | デッド オア アライブ3（テクモ）                                                    |
| ニンテンドーDS              | ニンテンドーDS                          | 2004年12月2日  | 12                                     | さわるメイドインワリオ（任天堂）                                                   |
| PlayStation Portable        | PlayStation Portable                    | 2004年12月12日 | 6                                      | リッジレーサーズ（ナムコ）                                                         |
| Xbox 360                    | Xbox 360                                | 2005年12月10日 | 6                                      | リッジレーサー6（ナムコ）                                                          |
| PlayStation 3               | PlayStation 3                           | 2006年11月11日 | 5                                      | リッジレーサー7（バンダイナムコゲームス）                                          |
| Wii                         | Wii                                     | 2006年12月2日  | 16                                     | ゼルダの伝説 トワイライトプリンセス（任天堂）                                      |
| ニンテンドー3DS             | ニンテンドー3DS                         | 2011年2月26日  | 8                                      | nintendogs + cats（任天堂）                                                        |
| PlayStation Vita            | PlayStation Vita                        | 2011年12月17日 | 20                                     | リッジレーサー（バンダイナムコゲームス）                                           |
| Wii U                       | Wii U                                   | 2012年12月8日  | 11                                     | New スーパーマリオブラザーズ U（任天堂）                                           |
| PlayStation 4               | PlayStation 4                           | 2014年2月22日  | 12                                     | KNACK（ソニー）                                                                    |
| Xbox One                    | Xbox One                                | 2014年9月4日   | 18                                     | Kinect スポーツ ライバルズ（日本マイクロソフト）                                   |
| Nintendo Switch             | Nintendo Switch                         | 2017年3月3日   | 8                                      | ゼルダの伝説 ブレス オブ ザ ワイルド（任天堂）                                     |
| Xbox Series X/S             | Xbox Series X/S                         | 2020年11月10日 | 1                                      | Gears Tactics/ギアーズ タクティクス （Gears of War Tactics）（日本マイクロソフト） |
| PlayStation 5               | PlayStation 5                           | 2020年11月12日 | 7                                      | Marvel's Spider-Man:Miles Morales（ソニー）                                        |
| Nintendo Switch 2           | Nintendo Switch 2                       | 2025年6月4日   | 24                                     | マリオカート ワールド（任天堂）                                                    |